# Claud Hamilton (1843-1925)
Lord Claud John Hamilton (Strabane, 20 febbraio 1843 – 26 gennaio 1925) è stato un politico britannico.

## Biografia
Era il secondo figlio maschio di James Hamilton, I duca di Abercorn (1811-1885), e di sua moglie, lady Louisa Jane Russell (1812-1905). Studiò alla Harrow School.
Sposò Carolina Chandos-Pole (19 Luglio 1857 – 21 Settembre 1911) (una pronipote del V conte di Harrington) il 20 Luglio 1878 ed ebbero due figli.
- Gilbert Claud Hamilton (1879-1943), che ottenne il grado di colonnello al servizio delle Grenadier Guards, combatté nella Seconda Guerra Boera e fu decorato più volte. Si sposò due volte, la prima volta nel 1911 con Enid Awa Elgar (morta nel 1916), figlia di Charles Elgar di Fernside, Featherston, Nuova Zelanda, e la seconda volta nel 1916 con Mary Blair (morta nel 1961), figlia di Joseph Allan Blair da New York, USA.
- Ida Hamilton (1883-1970), che sposò nel 1909 Hugh Dunombe Flower (morto nel 1950). Divorziarono nel 1923 ed ebbero un figlio.

## Carriera politica
Hamilton servì nell'esercito britannico, prima nelle Grenadier Guards, poi nei Royal Inniskilling Fusiliers, prima di dedicarsi alla vita politica.
Nel 1865 divenne un deputato conservatore per Londonderry fino al 1868 quando fu nominato Lord del Tesoro durante il governo di Benjamin Disraeli. Nel 1869, divenne deputato per Lynn fino al 1880, per Liverpool (1880-1885), per Liverpool West Derby dal 1885 fino a che non si dimise nel 1888 e per South Kensington dal gennaio 1910 al 1918.
Ricoprì l'incarico di Aiutante di campo della regina Vittoria dal 1887 al 1897 e fu nominato Consigliere privato di Sua Maestà nel 1917.

## Matrimonio
Sposò, il 20 luglio 1878, Carolina Chandos-Pole, figlia di Edward Sacheverell Chandos-Pole e di Lady Anna Caroline Stanhope. Ebbero due figli:
- Gilbert Claud Hamilton (21 aprile 1879-30 marzo 1943), sposò in prime nozze Enid Awa Elgar, sposò in seconde nozze Mary Blair, non ebbe figli da entrambi i matrimoni;
- Ida Hamilton (23 luglio 1883-1970), sposò Hugh Dunombe Flower, ebbero un figlio.

## Morte
Morì il 26 gennaio 1925, all'età di 81 anni. Fu seppellito nel Cimitero di Richmond.

## Ascendenza
|                                       |                                            |                                         | Genitori                                       |  |  | Nonni |  |  | Bisnonni                                 |  |  | Trisnonni         |  |
|                                       |                                            |                                         |                                                |  |  |       |  |  | 8. John Hamilton, I marchese di Abercorn |  |  | 16. John Hamilton |  |
|                                       |                                            |                                         |                                                |  |  |       |  |  | 8. John Hamilton, I marchese di Abercorn |  |  | 16. John Hamilton |  |
|                                       |                                            | 17. Harriet Craggs                      |                                                |  |  |       |  |  | 8. John Hamilton, I marchese di Abercorn |  |  |                   |  |
| 4. James Hamilton, visconte Hamilton  |                                            |                                         |                                                |  |  |       |  |  | 8. John Hamilton, I marchese di Abercorn |  |  |                   |  |
|                                       |                                            | 9. Catherine Copley                     | 18. Joseph Copley, I baronetto                 |  |  |       |  |  |                                          |  |  |                   |  |
|                                       |                                            | 9. Catherine Copley                     | 18. Joseph Copley, I baronetto                 |  |  |       |  |  |                                          |  |  |                   |  |
|                                       |                                            | 9. Catherine Copley                     | 19. Mary Buller                                |  |  |       |  |  |                                          |  |  |                   |  |
| 2. James Hamilton, I duca di Abercorn |                                            | 9. Catherine Copley                     |                                                |  |  |       |  |  |                                          |  |  |                   |  |
|                                       |                                            | 10. John Douglas                        | 20. James Douglas, XIV conte di Morton         |  |  |       |  |  |                                          |  |  |                   |  |
|                                       |                                            | 10. John Douglas                        | 20. James Douglas, XIV conte di Morton         |  |  |       |  |  |                                          |  |  |                   |  |
|                                       |                                            | 10. John Douglas                        | 21. Bridget Heathcote                          |  |  |       |  |  |                                          |  |  |                   |  |
| 5. Harriet Douglas                    |                                            | 10. John Douglas                        |                                                |  |  |       |  |  |                                          |  |  |                   |  |
|                                       |                                            | 11. Frances Lascelles                   | 22. Edward Lascelles, I conte di Harewood      |  |  |       |  |  |                                          |  |  |                   |  |
|                                       |                                            | 11. Frances Lascelles                   | 22. Edward Lascelles, I conte di Harewood      |  |  |       |  |  |                                          |  |  |                   |  |
|                                       |                                            | 11. Frances Lascelles                   | 23. Anne Chaloner                              |  |  |       |  |  |                                          |  |  |                   |  |
| 1. Claud Hamilton                     |                                            | 11. Frances Lascelles                   |                                                |  |  |       |  |  |                                          |  |  |                   |  |
|                                       | 12. Francis Russell, marchese di Tavistock | 24. John Russell, IV duca di Bedford    |                                                |  |  |       |  |  |                                          |  |  |                   |  |
|                                       | 12. Francis Russell, marchese di Tavistock | 24. John Russell, IV duca di Bedford    |                                                |  |  |       |  |  |                                          |  |  |                   |  |
|                                       | 12. Francis Russell, marchese di Tavistock | 25. Gertrude Leveson-Gower              |                                                |  |  |       |  |  |                                          |  |  |                   |  |
| 6. John Russell, VI duca di Bedford   | 12. Francis Russell, marchese di Tavistock |                                         |                                                |  |  |       |  |  |                                          |  |  |                   |  |
|                                       |                                            | 13. Elizabeth van Keppel                | 26. Willem van Keppel, II conte di Albemarle   |  |  |       |  |  |                                          |  |  |                   |  |
|                                       |                                            | 13. Elizabeth van Keppel                | 26. Willem van Keppel, II conte di Albemarle   |  |  |       |  |  |                                          |  |  |                   |  |
|                                       |                                            | 13. Elizabeth van Keppel                | 27. Anne Lennox                                |  |  |       |  |  |                                          |  |  |                   |  |
| 3. Louisa Jane Russell                |                                            | 13. Elizabeth van Keppel                |                                                |  |  |       |  |  |                                          |  |  |                   |  |
|                                       |                                            | 14. Alexander Gordon, IV duca di Gordon | 28. Cosmo Gordon, III duca di Gordon           |  |  |       |  |  |                                          |  |  |                   |  |
|                                       |                                            | 14. Alexander Gordon, IV duca di Gordon | 28. Cosmo Gordon, III duca di Gordon           |  |  |       |  |  |                                          |  |  |                   |  |
|                                       |                                            | 14. Alexander Gordon, IV duca di Gordon | 29. Catherine Gordon                           |  |  |       |  |  |                                          |  |  |                   |  |
| 7. Georgiana Gordon                   |                                            | 14. Alexander Gordon, IV duca di Gordon |                                                |  |  |       |  |  |                                          |  |  |                   |  |
|                                       |                                            | 15. Jane Maxwell                        | 30. William Maxwell, III baronetto di Monreith |  |  |       |  |  |                                          |  |  |                   |  |
|                                       |                                            | 15. Jane Maxwell                        | 30. William Maxwell, III baronetto di Monreith |  |  |       |  |  |                                          |  |  |                   |  |
|                                       |                                            | 15. Jane Maxwell                        | 31. Magdalena Blair                            |  |  |       |  |  |                                          |  |  |                   |  |
|                                       |                                            | 15. Jane Maxwell                        |                                                |  |  |       |  |  |                                          |  |  |                   |  |